# Sysolsky (huyện)
Huyện Sysolsky (tiếng Nga: Сысольский райо́н) là một huyện hành chính tự quản (raion), của Cộng hòa Komi, Nga. Huyện có diện tích 6140 kilômét vuông, dân số thời điểm ngày 1 tháng 1 năm 2000 là 18500 người. Trung tâm của huyện đóng ở Bitsinga.